# 王仁東
王仁東（1854年—1918年），字刚侯、一字旭庄（又作勖专），别号完巢，福建闽县（今福州）人。清末民初官员。

## 生平
光绪二年（1876年）举人。初任内阁中书，后来曾任南通州知州、江安督粮道、苏州粮道兼苏州关监督等职务。

## 著作
- 完巢剩稿[1]

## 家庭
- 兄：王仁堪[2]